# Robert Adams (kirurg)
Robert Adams, född 1791, död 1875, var en irländsk kirurg.
Han studerade medicin i Dublin och därefter på kontinenten. År 1818 upptogs han i Royal College of Surgeons in Ireland och 1842 blev han medicine doktor.
Tillsammans med läkarna John Kirby och Read grundade Adams Peter Street School of medicine, han lämnade dock det projektet och startade tillsammans med Richard Carmichael Richmond School of Medicine (senare omdöpt till Carmichael School of Medicine and Surgery). Han undervisade här i många år.
Det var främst hans arbete rörande artrit och gikt som gjorde honom berömd. Adams var under en tid både ordförande för Royal College of Surgeons och Dublin Pathological Society. År 1861 utsågs han till Regius Professor vid Dublins universitet.
Adams har givit namn åt Adams-Stokes syndrom (tillsammans med William Stokes)